# Amandine Tissier
Amandine Tissier (* 10. September 1993 in Sablé-sur-Sarthe, Frankreich) ist eine französische Handballspielerin, die mehrere Spielzeiten in der höchsten französischen Spielklasse aktiv war.

## Karriere
Tissier begann das Handballspielen in ihrem Geburtsort beim HBC Sablé-sur-Sarthe und wechselte von dort aus zu US Lavalloise. Zwischen 2011 und 2015 stand die Rückraumspielerin beim französischen Erstligisten Le Havre AC Handball unter Vertrag. Mit Le Havre gewann sie 2012 den EHF Challenge Cup.
Tissier schloss sich im Sommer 2015 dem französischen Zweitligisten Brest Bretagne Handball an. Mit Brest gewann sie in ihrer ersten Saison den französischen Pokal und stieg in die höchste französische Spielklasse auf. Nachdem Tissier im Jahr 2018 zum zweiten Mal den französischen Pokal gewonnen hatte, wurde bei ihr im selben Jahr Multiple Sklerose diagnostiziert. Sie setzte ihre Karriere fort und gewann im Jahr 2021 sowohl die französische Meisterschaft als auch den französischen Pokal. Weiterhin stand sie im selben Jahr im Finale der EHF Champions League. Im Sommer 2021 wechselte sie zum Ligakonkurrenten Les Neptunes de Nantes. Nachdem ihre Krankheit anders therapiert wurde und sie ihr sportliches Niveau nicht mehr halten konnte, entschloss sie sich im November 2021 auf unbestimmte Zeit zu pausieren. Zur Saison 2022/23 schloss sie sich dem Viertligisten Verein Roz Hand’Du 29 an. 2023 stieg sie mit dem Verein in die Nationale 1, die dritthöchste französische Spielklasse, auf.